# 1868 no Brasil
Esta é uma cronologia dos fatos acontecimentos de ano 1868 no Brasil.

## Incumbente
- Imperador – D. Pedro II (9 de abril de 1831-15 de novembro de 1889).

## Eventos
- Em andamento: 1865-1870: Guerra do Paraguai.
- 13 de janeiro: Caxias substitui Mitre como comandante aliado.[1] Mitre volta a Buenos Aires.[2] Neste momento, a maior parte das tropas da aliança é brasileira, com contingentes simbólicos argentinos e uruguaios.
- 9 de fevereiro: O marechal Luís Alves de Lima e Silva (futuro Duque de Caxias) é nomeado para o comando-geral dos exércitos da Tríplice Aliança.
- 18 de fevereiro: Couraçados brasileiros forçam a passagem rio acima por Humaitá.[2]
- 19 de fevereiro: Rebelião no Uruguai liderada pelo ex-presidente blanco Bernardo Berro. Flores é assassinado, mas a revolta fracassa e Berro também é morto.[2] Ocorre o Combate de Laguna Cierva.[3]
- 22 de fevereiro: Navios brasileiros bombardeiam Assunção e se retiram.
- Março: López foge para o norte do Paraguai.
- 12 de junho: Eleições na Argentina. O aliado de Mitre, Rufino de Elizalde, é derrotado por Domingo Faustino Sarmiento, que faz campanha contra a guerra.[2]
- 15 de julho: Fracassa um ataque brasileiro contra Humaitá.
- 16 de julho: Assume gabinete conservador no Brasil, liderado pelo Visconde de Itaboraí.
- 18 de julho: A legislatura dos deputados da Câmara Federal é dissolvida por decreto.
- 25 de julho: Tomada da principal fortaleza paraguaia, a de Humaitá.
- 5 de agosto: Aliados ocupam Humaitá.
- 9 de outubro: A primeira linha de bondes no país é inaugurada, ligando a rua Gonçalves Dias ao Largo do Machado no Rio de Janeiro.
- Dezembro: Caxias vence os paraguaios em um série de batalhas conhecida como a "dezembrada"[2] - Itororó, Avaí, Lomas Valentinas, Angostura. López consegue escapar do cerco em Lomas Valentinas e segue na direção da cordilheira a leste de Assunção.[4]
- 6 de dezembro - Batalha de Itororó. Primeira batalha de séries lutando o mês de dezembro entre as tropas brasileiras e paraguaias.[5]
- 11 de dezembro - Batalha de Avaí.[6]
- 19 de dezembro: Passagem de Humaitá.
- 21 de dezembro: Primeira batalha de Itaibaté. Derrota brasileira, causa 1 mil mortos e 3.250 feridos.
- 24 de dezembro: Solano López, intimado a render-se, foge para Cerro Corá.
- 21 a 27 de dezembro: Segunda batalha de Itaibaté ou Lomas Valentinas.[6]
- 30 de dezembro: Rendição de Angostura.

## Nascimentos
- 26 de fevereiro: Venceslau Brás, presidente do Brasil (m. 1966).
- 7 de abril: Sarmento Leite, médico e professor (m. 1935).
- 22 de setembro: Cairbar de Souza Schutel, farmacêutico, político, orador e escritor espírita (m. 1938).
- 7 de novembro: Delfim Moreira, presidente do Brasil (m. 1920).
- 18 de dezembro: Santino Maria da Silva Coutinho, bispo. (m. 1939).

## Mortes
- 8 de março: Jonathas Abbott, médico (n. 1796).